# Polyplastus ovatus
Polyplastus ovatus är en skalbaggsart som beskrevs av Waterhouse 1898. Polyplastus ovatus ingår i släktet Polyplastus och familjen Cetoniidae. Inga underarter finns listade i Catalogue of Life.